# Leopold Löwenheim

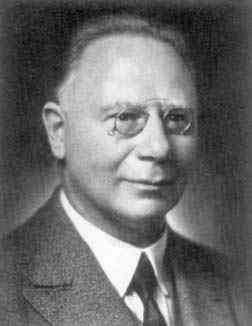
Leopold Löwenheim

Leopold Löwenheim (* 26. Juni 1878 in Krefeld; † 5. Mai 1957 in Berlin) war ein deutscher Logiker und Mathematiker.

## Leben
Nach dem Studium der Mathematik und Naturwissenschaften an der Universität Berlin von 1896 bis 1900 war er ab 1901 in Berlin als Lehrer (ab 1904 als Oberlehrer am Jahn-Realprogymnasium in Berlin-Lichtenberg) tätig.
Zwischen August 1916 und Dezember 1916 kämpfte er im Ersten Weltkrieg. Nach der Machtergreifung 1933 wurde er unter den Nationalsozialisten gemäß den Bestimmungen des Berufsbeamtengesetzes aus dem Schuldienst entlassen (ein Großvater war Jude) und 1934 zwangspensioniert. Er unterrichtete dann weiter in einer Anthroposophischen Schule in Berlin, unter anderem Eurythmie. Im August 1943 erhielt sein Haus in Berlin einen Bomben-Volltreffer, wobei alle seine Manuskripte verlorengingen. Von 1946 bis 1949 war er wieder als Studienrat tätig.

## Werk
Seine wissenschaftlichen Arbeiten betreffen vorwiegend die Darstellung der Mathematik im Logik-Kalkül von Ernst Schröder. In einer beweist er 1915 im Wesentlichen den Satz von Löwenheim und Skolem über die Existenz abzählbar unendlicher Modelle für Theorien der Prädikatenlogik erster Stufe mit unendlichen Modellen. Dieser besagt:
Jeder Ausdruck des Prädikatenkalküls der ersten Stufe, der in einem unendlichen Bereich erfüllbar ist, ist schon in einem abzählbar unendlichen Bereich erfüllbar.
Für den Schulgebrauch verfasste er eine Reihe unveröffentlichter Manuskripte zur „anschaulichen“ (euklidischen, vgl. Hilbert/Cohn-Vossen) Geometrie.